# 楊兆麟
杨兆麟（1878年—1919年），字次典，贵州遵义人，清末进士。

## 生平
光绪十七年（1891年）举人，光绪二十一年（1895年）赴北京会试，参加“公车上书”。光绪二十九年（1903年）癸卯科殿试，高中一甲第三名探花，赐进士及第，授翰林院编修，後任浙江嘉兴府知府等职。光绪三十二年（1906年）派往日本留学，於早稻田大学毕业，获法学博士学位。归国后参加辛亥革命。后返回故里，倡议和主持《续遵义府志》。旋至广州，任国民政府参议员，民国八年（1919年）在广州病逝，年仅41岁。

## 著作
主要著作有《守拙斋诗集》、《守拙斋文稿》。